# Brazil, Indiana
Brazil är en stad i Clay County i delstaten Indiana, USA. Brazil är administrativ huvudort (county seat) i Clay County.